# Xosé María Díaz Castro
Xosé María Díaz Castro (født 19. februar 1914 i Guitiriz, død 2. oktober 1990 i Lugo) var en Galicisk digter, forfatter og oversætter. Dagen for galicisk litteratur i 2014 var dedikeret til ham.

## Værk
- Nimbos, Editorial Galaxia, Vigo, 1961, 74 p., ISBN 978-84-7154-075-1.[2]